# Petra Schwille

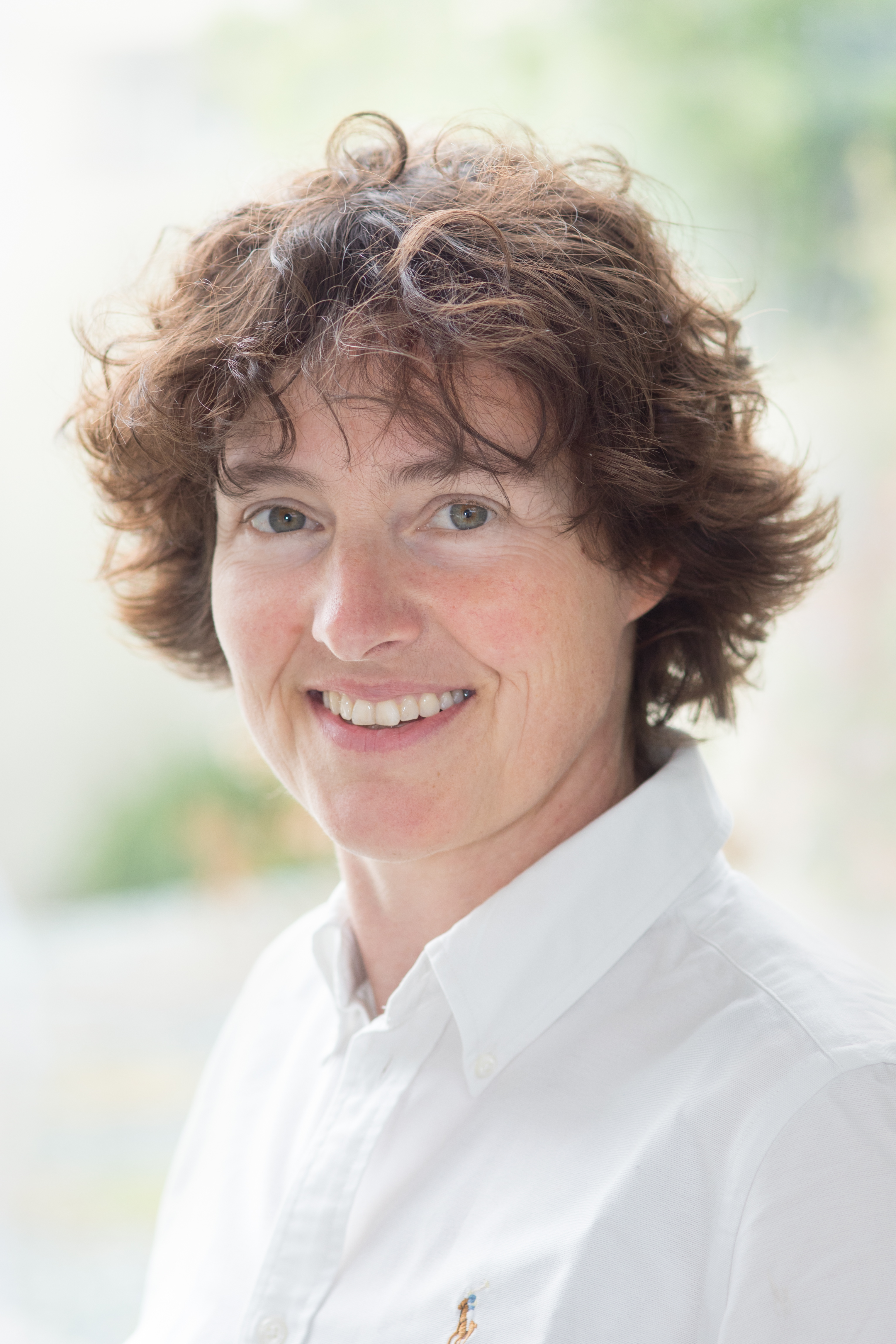
Petra Schwille

Petra Schwille (* 25. Januar 1968 in Sindelfingen) ist eine deutsche Biophysikerin. Sie ist am Max-Planck-Institut für Biochemie Direktorin der Abteilung „Cellular and Molecular Biophysics“. Schwille ist auch Koordinatorin des großen Max-Planck-Forschungskonsortiums "MaxSynBio" zur synthetischen Biologie.

## Leben und Wirken
Petra Schwille besuchte das Hölderlin-Gymnasium in Lauffen am Neckar und machte dort ihr Abitur. Danach studierte sie von 1987 bis 1989 Physik an der Universität Stuttgart und von 1989 bis 1993 Physik und Philosophie an der Universität Göttingen. 1993 legte sie mit einer Diplomarbeit am Institut für Medizinische Physik und Biophysik der Universität Göttingen ihr Diplom in Physik ab. Anschließend arbeitete Schwille an ihrer Doktorarbeit am Max-Planck-Institut für biophysikalische Chemie (MPI-bpc) in Göttingen bei Nobelpreisträger Manfred Eigen. Sie erhielt von 1994 bis 1996 ein DAAD-Forschungsstipendium am Karolinska-Institut Stockholm und promovierte 1996 an der TU Braunschweig mit ihrer Dissertation zur Fluoreszenzkorrelationsspektroskopie: Analyse biochemischer Systeme auf Einzelmolekülebene.
Im Anschluss an ihre Promotion arbeitete sie von 1997 bis 1999 als Postdoktorandin am Department for Applied and Engineering Physics der Cornell University, Ithaca, NY unter Watt W. Webb, gefördert durch ein Feodor-Lynen-Forschungsstipendium der Alexander-von-Humboldt-Stiftung. Von 1999 bis 2002 war sie, ausgezeichnet mit dem Biofuture-Preis des Bundesministeriums für Bildung und Wissenschaft (BMBF), Gruppenleiterin für experimentelle Biophysik am MPI-bpc in Göttingen. Während dieser Zeit erhielt sie das Dozentenstipendium des Fonds der Chemischen Industrie Deutschland.
Von 2002 bis 2012 war Petra Schwille Professorin für Biophysik am BIOTEC der TU Dresden. 2005 wurde sie zum Max-Planck-Fellow des MPI für molekulare Zellbiologie und Genetik in Dresden ernannt. Im Jahr 2011 wurde sie zum wissenschaftlichen Mitglied der Max-Planck-Gesellschaft ernannt, verbunden mit einer Berufung an das Max-Planck-Institut für Biochemie in Martinsried bei München. Sie ist dort Direktorin der Abteilung „Cellular and Molecular Biophysics“.
Petra Schwille ist mit dem evangelischen Pfarrer Ulrich Braun verheiratet und Mutter dreier Töchter.

## Forschungsschwerpunkte
Neben der Entwicklung von hochsensitiven biophysikalischen Methoden widmet sich Petra Schwille seit einigen Jahren der Fragestellung, wie ein minimales biologisches System aussehen könnte. Ihre Forschungen zu synthetischer Biologie minimaler Systeme sind dabei eng mit der Frage verknüpft, unter welchen Bedingungen Leben generell entstehen kann bzw. entstanden ist. Wichtige Beiträge der Forschungsabteilung sind dabei die Rekonstitution einfacher proteinbasierter Musterbildung und Membrantransformation, denen eine wichtige Rolle bei der Zellteilung zukommt.

## Mitgliedschaften (Auswahl)
- 2010: Mitglied der Leopoldina[4]
- 2012: Mitglied der Deutschen Akademie der Technikwissenschaften (Acatech)
- 2013: Mitglied der Berlin-Brandenburgischen Akademie der Wissenschaften[5]
- 2013: EMBO-Mitgliedschaft
- 2018: Mitgliedschaft Academia Europaea

## Auszeichnungen und Ehrungen (Auswahl)
- 1998: BioFuture-Preis für junge Forscher des Bundesministeriums für Bildung und Wissenschaft
- 2001: Dozentenstipendium des Fonds der Chemischen Industrie
- 2003: Young Investigator Award for Biotechnology der Peter-und-Traudl-Engelhorn-Stiftung
- 2004: Philip Morris Forschungspreis
- 2010: Leibnizpreis der Deutschen Forschungsgemeinschaft (DFG)[6]
- 2011: Braunschweiger Forschungspreis 2011[7]
- 2013: Suffrage Science Award, MRC-CSC, London
- 2015: Honorary Fellow of the Royal Microscopical Society
- 2017: Biophysical Society Fellow
- 2018: Bayerischer Maximiliansorden für Wissenschaft und Kunst
- 2018: Marsilius-Medaille
- 2021: Otto-Warburg-Medaille
- 2023: Manfred-Eigen-Preis[8] der Göttinger Akademie der Wissenschaften
- 2024: Tel Aviv University Prize
- 2025: Bayerischer Verdienstorden[9]

## Wichtige Veröffentlichungen
- B. Ramm, P. Glock, J. Mücksch, P. Blumhardt, D. A. García-Soriano, M. Heymann, P. Schwille: The MinDE system is a generic spatial cue for membrane protein distribution in vitro. In: Nat Comm. Band 9, 2018, S. 3942.
- H. G. Franquelim, A. Khmelinskaia, J. P. Sobczak, H. Dietz, P. Schwille: Membrane sculpting by curved DNA origami scaffolds. In: Nature Comm. Band 9, 2018, S. 811.
- P. Schwille: How Simple Could Life Be? In: Angew Chem Int Ed Engl. Band 56, 2017, S. 10998–11002.
- S. K. Vogel, F. Greiss, A. Khmelinskaia, P. Schwille: Control of lipid domain organization by a biomimetic contractile actomyosin cortex. In: eLife. Band 6, 2017, S. e24350.
- K. Zieske, P. Schwille: Reconstitution of self-organizing protein gradients as spatial cues in cell-free systems. In: eLife. 2014. doi:10.7554/eLife.03949
- K. Zieske, P. Schwille: Reconstitution of Pole-to-Pole Oscillations of Min Proteins in Microengineered Polydimethylsiloxane Compartments. In: Angew Chem Int Ed Engl. Band 52, 2013, S. 459–462.
- P. Schwille: Bottom-up synthetic biology: engineering in a tinkerer's world. In: Science. Band 333, Nr. 6047, 2011.
- J. Ries, S. R. Yu, M. Burkhardt, M. Brand, P. Schwille: Modular scanning FCS quantifies receptor-ligand interactions in living multicellular organisms. In: Nature Methods. Band 6, 2009, S. 643–645.
- A. J. García-Sáez, J. Ries, M. Orzáez, E. Pérez-Payà, P. Schwille: Membrane promotes tBID interaction with BCL(XL). In: Nature Structural & Molecular Biology. Band 16, 2009, S. 1178–1185.
- M. Loose, E. Fischer-Friedrich, J. Ries, K. Kruse, P. Schwille: Spatial Regulators for Bacterial Cell Division Self-Organize into Surface Waves in Vitro. In: Science. Band 320, 2008, S. 789–792.
- S. A. Kim, K. G. Heinze, P. Schwille: Fluorescence correlation spectroscopy in living cells. In: Nature Methods. Band 4, 2007, S. 963–973.
- K. Bacia, S. A. Kim, P. Schwille: Fluorescence cross-correlation spectroscopy in living cells. In: Nature Methods. Band 3, 2006, S. 83–89.
- P. Schwille, U. Haupts, S. Maiti, W. W. Webb: Molecular dynamics in living cells observed by fluorescence correlation spectroscopy with one- and two-photon excitation. In: Biophys J. Band 77, 1999, S. 2251–2265.
- P. Schwille, F. J. Meyer-Almes, R. Rigler: Dual-color fluorescence cross-correlation spectroscopy for multicomponent diffusional analysis in solution. In: Biophys J. Band 72, 1997, S. 1878–1886.